# Sphrageidus immaculata
Sphrageidus immaculata är en fjärilsart som beskrevs av Barend J. Lempke 1959. Sphrageidus immaculata ingår i släktet Sphrageidus och familjen tofsspinnare. Inga underarter finns listade i Catalogue of Life.